# Angered arena
Angered arena är en 12 600 kvadratmeter stor aktivitetsanläggning i stadsdelen Angered i Göteborg. Anläggningen innefattar bland annat ishall, bad och gym, och invigdes 13 april 2013. Strax intill arenan finns Angereds sporthall.
Några av syftena med arenan är att visa Angeredsborna att det satsas på området, men också till att öka simkunnigheten, då den i Angered är mycket låg, både bland barn och vuxna. Bland femteklassare i Angered kan endast 20% av eleverna simma. Angered arena har därför fler badvakter än andra badhus, och även ett elektroniskt system som upptäcker och varnar om någon ligger stilla i bassängen.

## Bakgrund
Redan 2007 fattades beslutet att bygga en bad- och isanläggning i Angered, men det var först i december 2010 som kommunstyrelsen spikade en budget och gav klartecken för byggnationen.
2009 anordnade Higab en tävling där sex arkitektkontor visade sina förslag på hur anläggningen skulle kunna se ut. Vinnare i tävlingen blev Erséus arkitekter med sitt förslag "Well".
20 mars 2011 togs det första spadtaget och i januari 2013 anordnades ytterligare en tävling, denna gång för att namnge anläggningen. Mellan 10 och 31 januari kunde namnförslag lämnas till Idrotts- och föreningsförvaltningen. En jurygrupp, bestående av representanter från idrotts- och föreningsförvaltningen, Angereds stadsdelsförvaltning, Higab, Angereds föreningsliv och ungdomar från Angered, träffades 1 februari för att välja ett av de 333 förslag som lämnats in. 4 februari meddelade juryn att namnet Angered arena blev det vinnande bidraget.
Den 13 april invigdes arenan, och 14 april öppnade den för ordinarie verksamhet.
2013 spelade Sveriges Television in delar av TV-programmet Summercamp i Angered arena och på Angeredsvallen.

## Bilder

### Aktiviteter

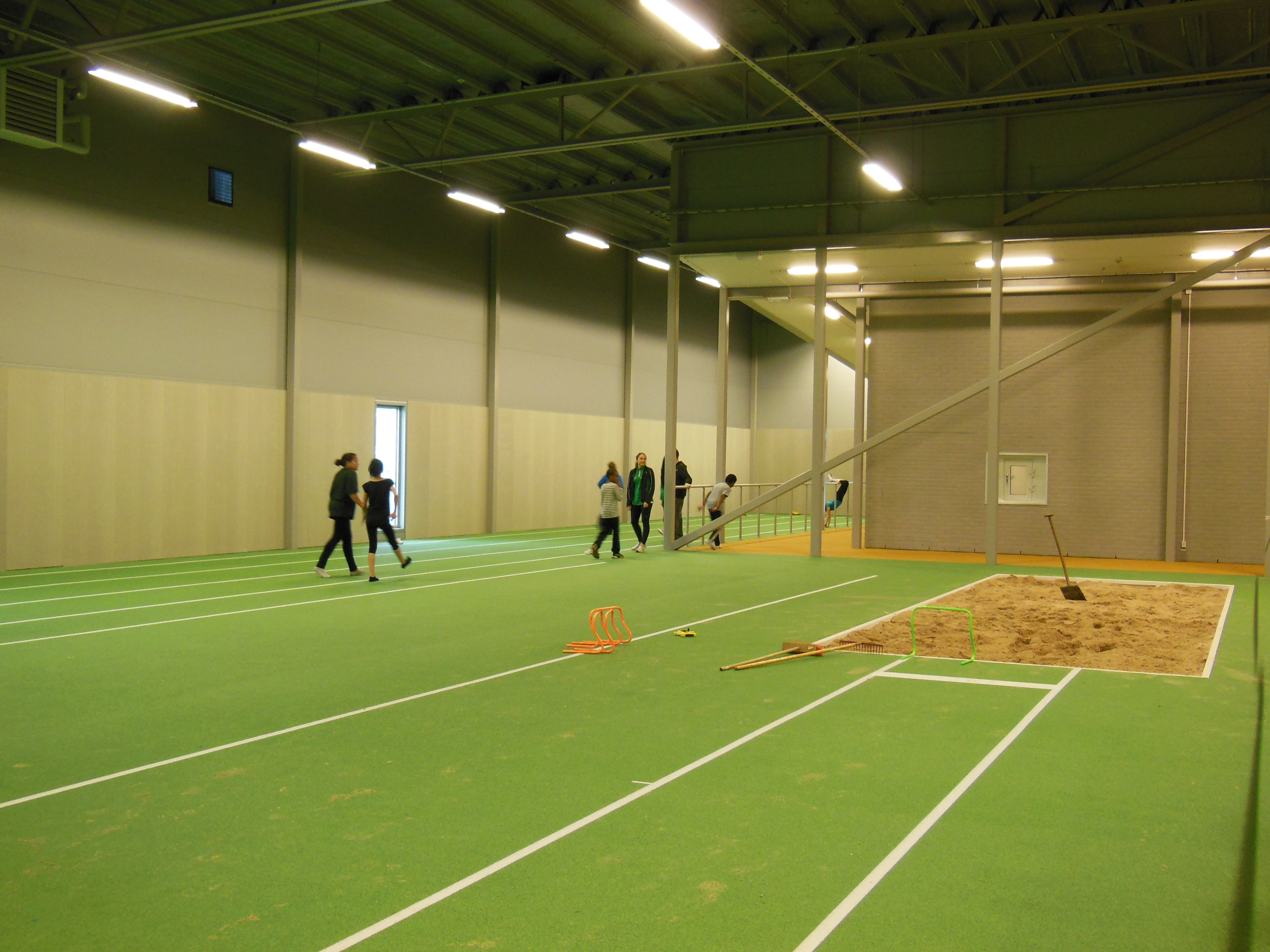
Friidrott
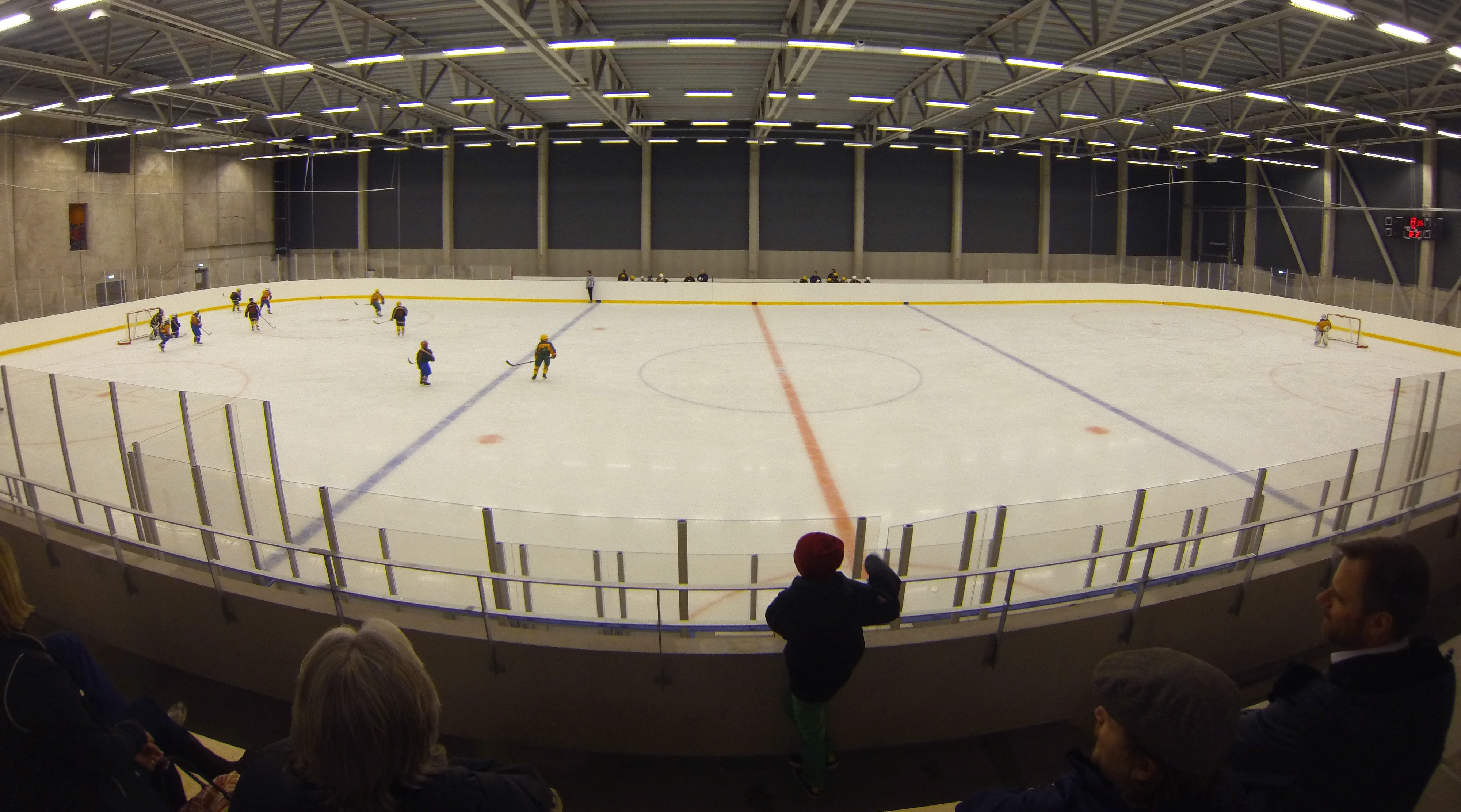
Ishall
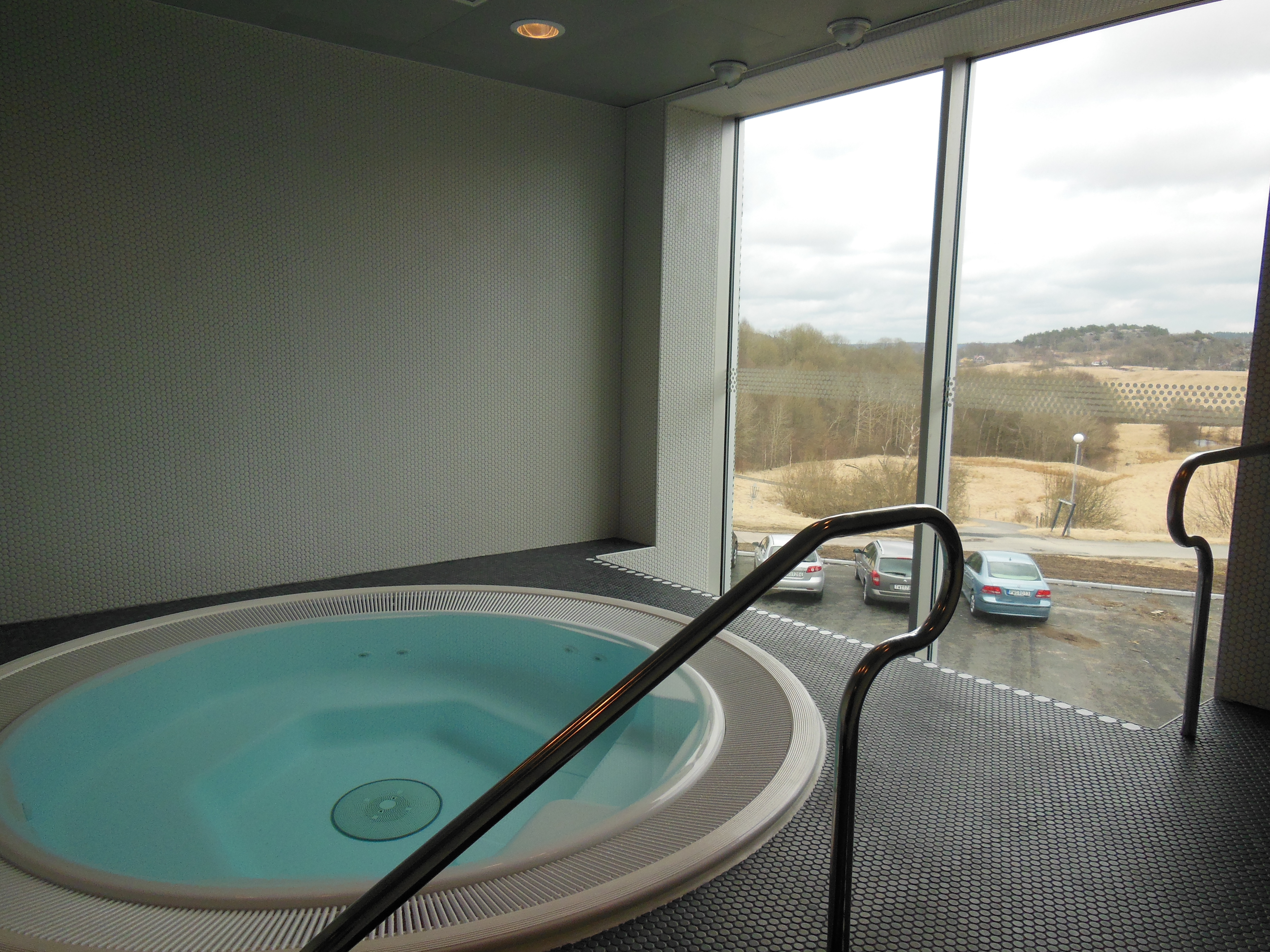
Bad
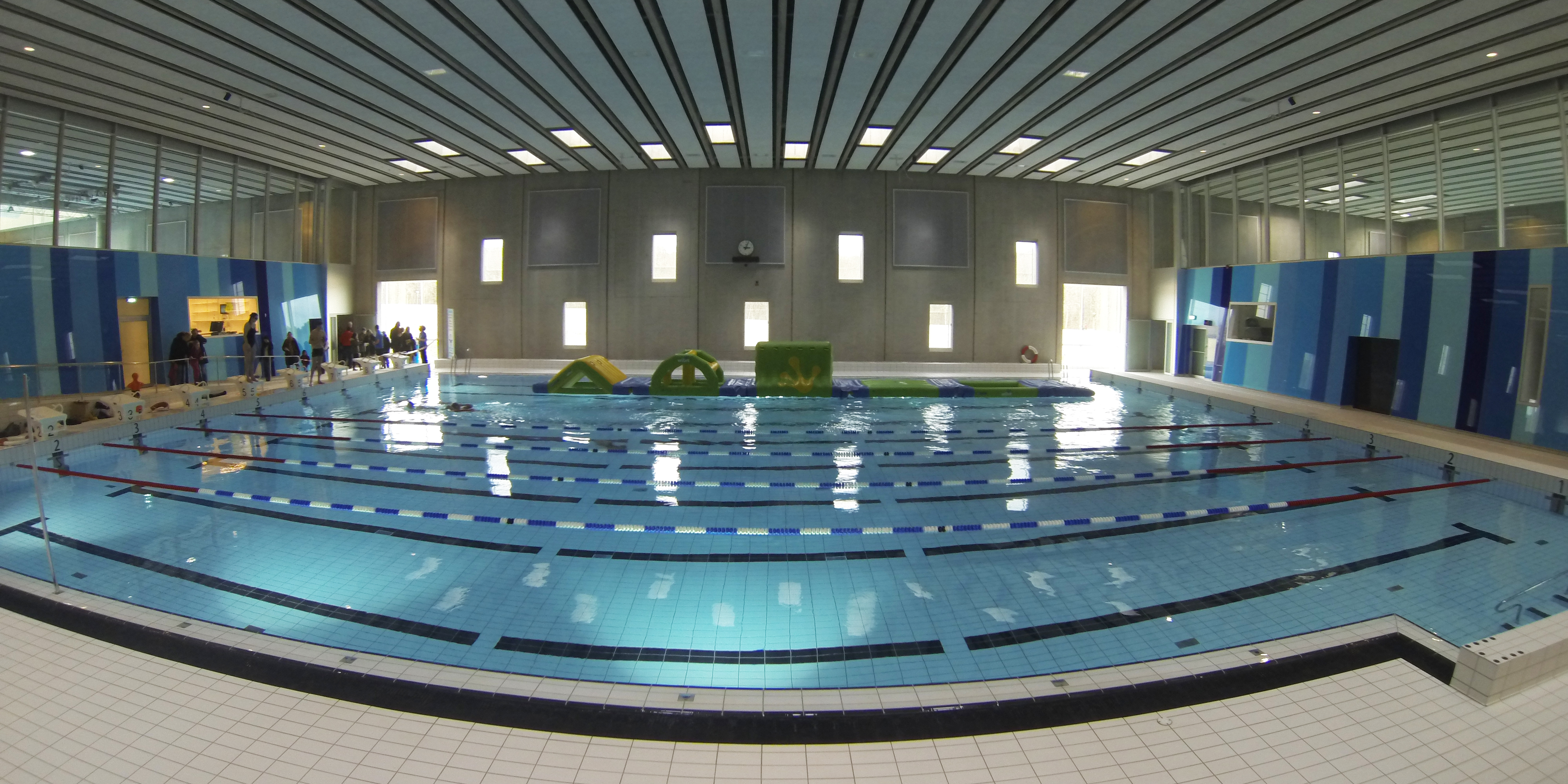
Simhall
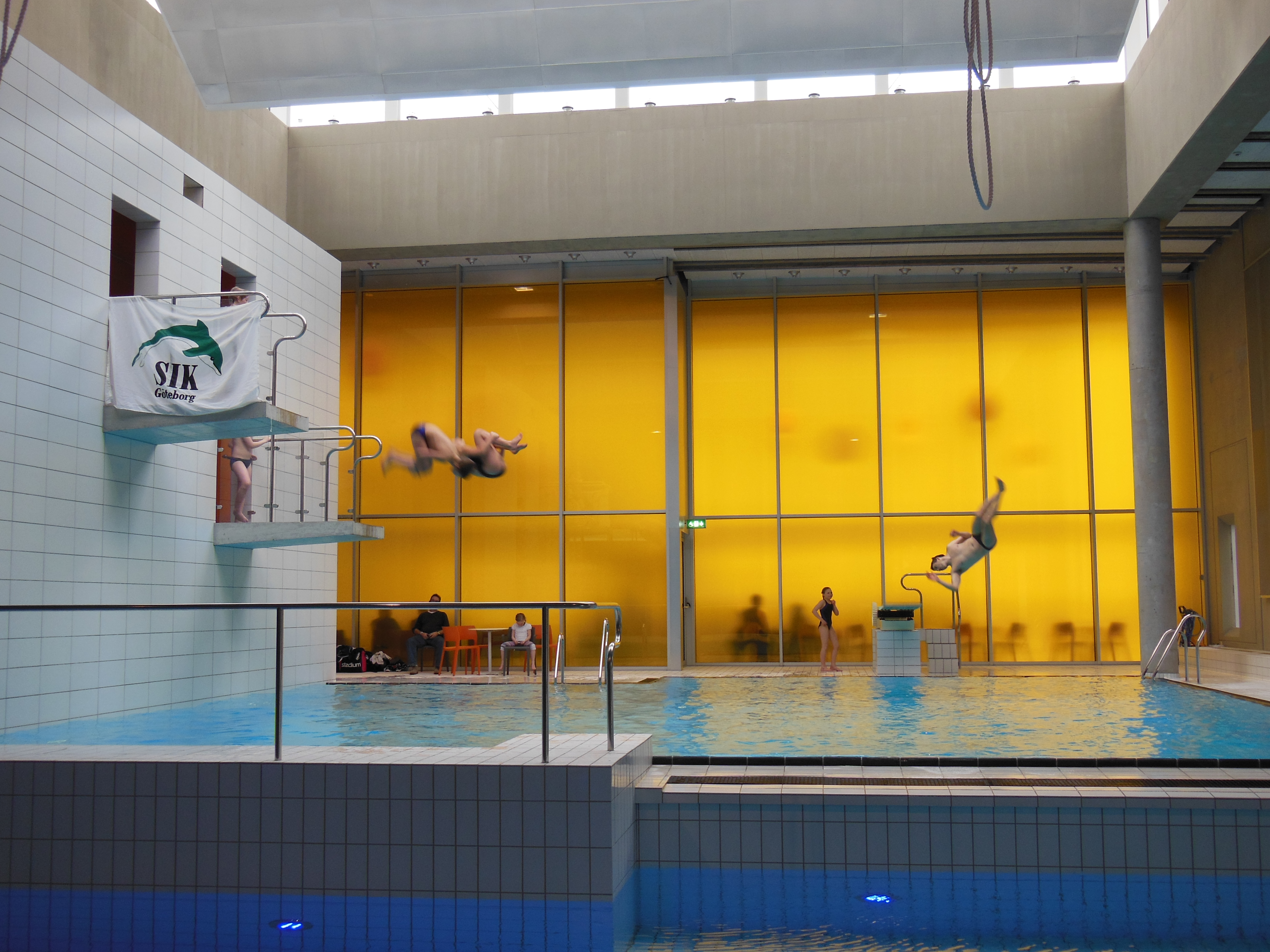
Simhopp

### Byggnad

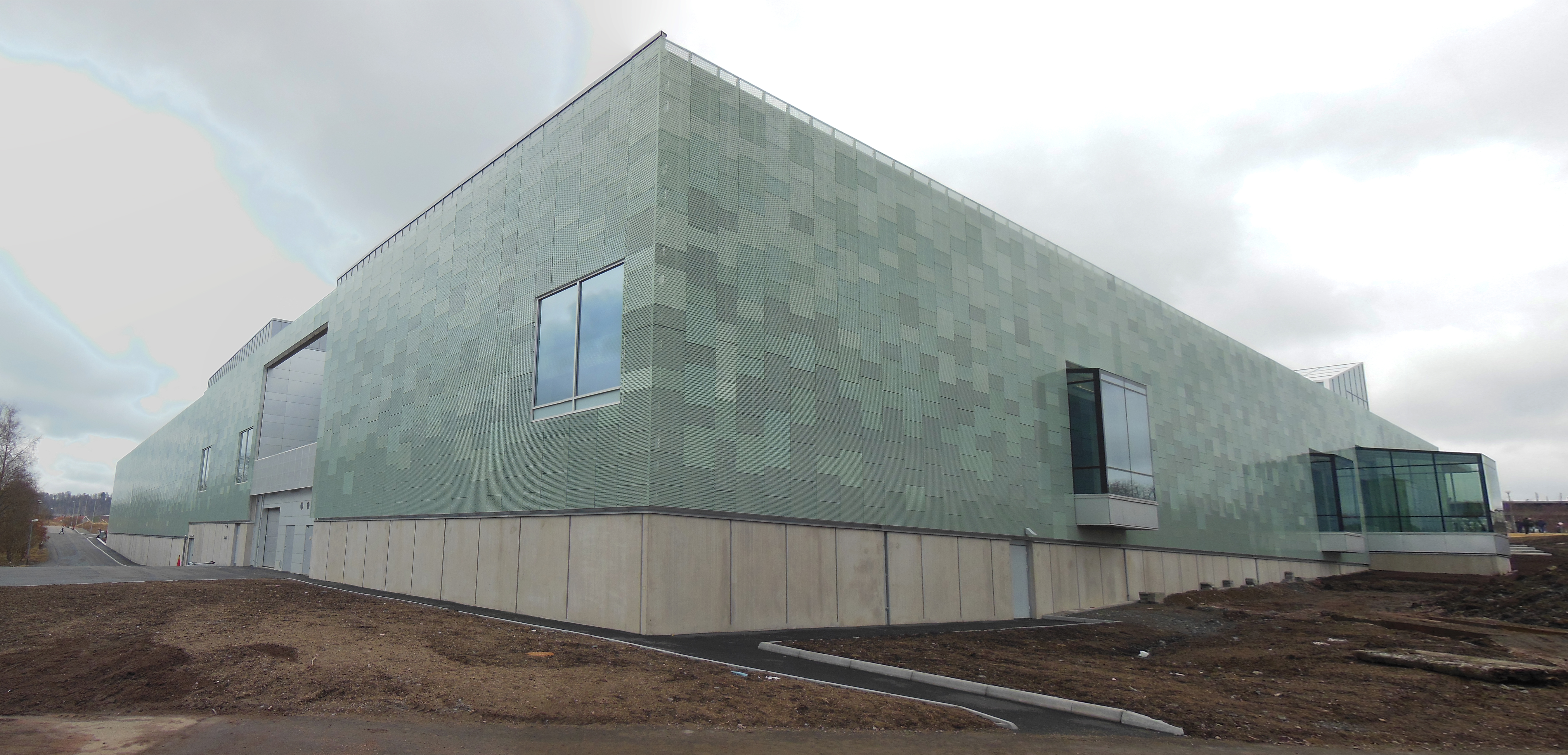
Byggnadens östra hörn.
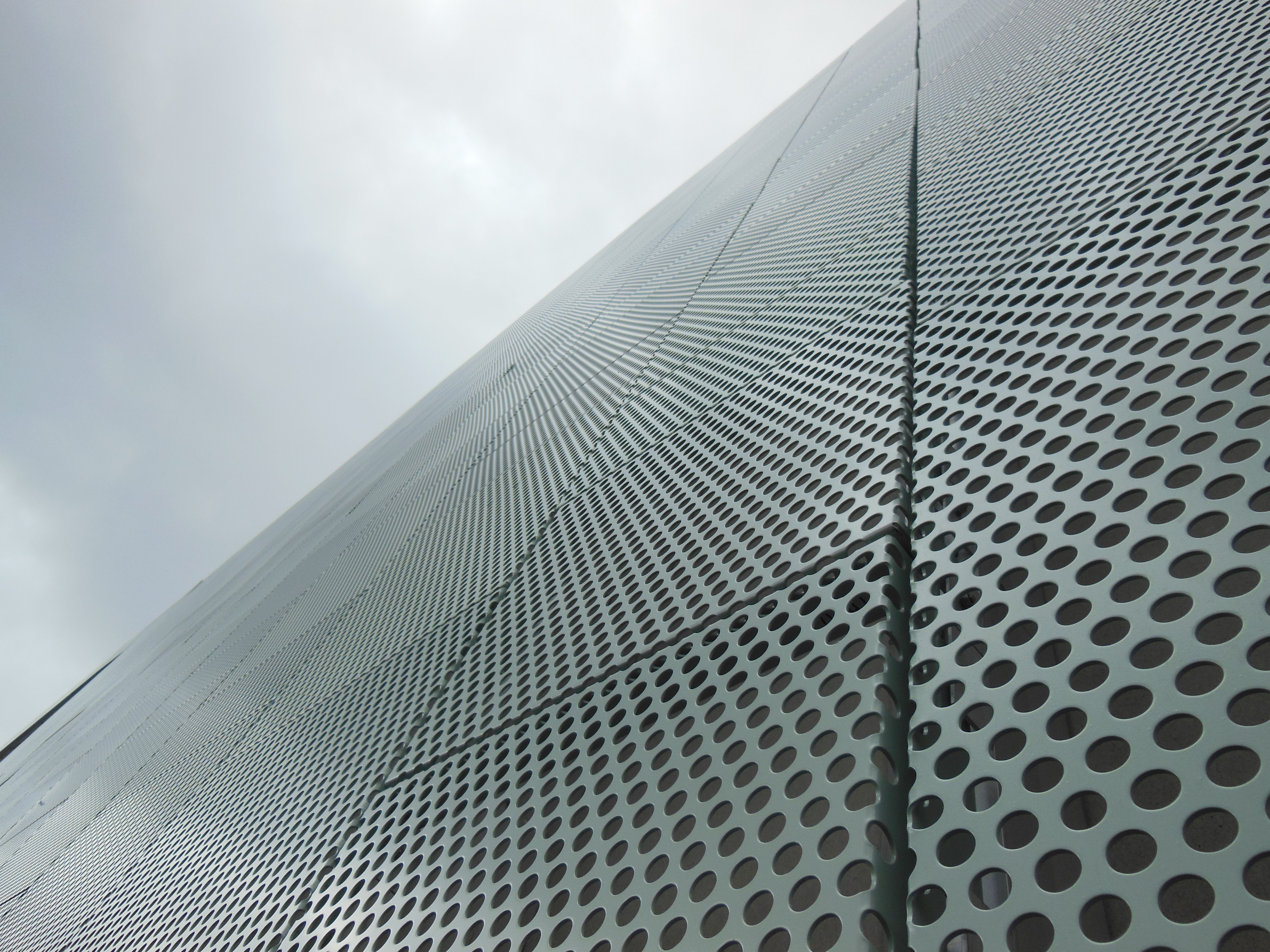
Arenans karaktäristiska fasad.